# Robert F. Engle
Robert Fry Engle III (født 10. november 1942 i Syracuse, New York) er en amerikansk økonom og økonometriker. Han modtog Nobelprisen i økonomi i 2003 (delt med Clive Granger) for sit arbejde med "metoder til analyse af tidsserier med tidsvarierende volatilitet". Især er Engle kendt for sit arbejde med ARCH-modeller (AutoRegressive Conditional Heteroskedasticity) - økonometriske modeller for tidsserier, hvor fejlleddet har en særlig struktur.